# Dr. Dre Presents...The Aftermath
Dr. Dre presents... The Aftermath es una compilación hecha por Dr. Dre poco después de dejar Death Row Records.
Dr. Dre sólo aparece en una canción ("Been there, done that"), siendo la más notable, este álbum de Dr. Dre no fue exitoso. Después de este álbum Dre descubrió a Eminem que gracias al Dr. Dre se hizo exitoso Dr. Dre, descubrió su demo en el garaje del jefe de una discográfica, Interscope, aunque Dr. Dre no se decidió a hacerle un contrato hasta que Eminem logró un segundo puesto en la categoría de estilo libre en las Olimpiadas de Rap, de 1997, en Los Ángeles,Dre produjo tres canciones e hizo dos colaboraciones para el álbum debut de Eminem, The Slim Shady LP, lanzado en 1999. Dr. Dre produjo el primer sencillo de ese álbum, "My Name Is", canción que ayudaría a impulsar a Eminem al estrellato.

## Lista de canciones
| #  | Título                            | Productor                                       | Rapero                                                            |
| -- | --------------------------------- | ----------------------------------------------- | ----------------------------------------------------------------- |
| 1  | "Aftermath (The Intro)"           | Dr. Dre, Mel-Man                                | RC, Sid McCoy                                                     |
| 2  | "East Coast/West Coast Killas"    | Dr. Dre, Stu-B-Doo                              | Group Therapy (B-Real, KRS-One, Nas, RBX)                         |
| 3  | "Shittin' on The World"           | Dr. Dre, Mel-Man                                | D-Ruff, Hands-On, Mel-Man                                         |
| 4  | "Blunt Time"                      | Dr. Dre, Stu-B-Doo                              | RBX                                                               |
| 5  | "Been There Done That"            | Bud'da, Dr. Dre                                 | Dr. Dre                                                           |
| 6  | "Choices"                         | Ewart A. Wilson, Jr., Floyd Howard, Glen Mosley | Kim Summerson                                                     |
| 7  | "As the World Keeps Turning"      | Flossy P, Chris "The Glove" Taylor              | Cassandra McCowan, Mike Lynn, Miscellaneous (Flossy P, Stu-B-Doo) |
| 8  | "Got Me Open"                     | Bud'da                                          | Hands-On                                                          |
| 9  | "Str-8 Gone"                      | Bud'da                                          | King Tee                                                          |
| 10 | "Please"                          | Maurice Wilcher                                 | Maurice Wilcher, Nicole Johnson                                   |
| 11 | "Do 4 Love"                       | Bud'da                                          | Jheryl Lockhart                                                   |
| 12 | "Sexy Dance"                      | Bud'da, Dr. Dre                                 | Cassandra McCowan, Jheryl Lockhart, RC                            |
| 13 | "No Second Chance"                | Rodney Duke, Rose Griffin                       | Whoz Who                                                          |
| 14 | "L.A.W. (Lyrical Assault Weapon)" | Stu-B-Doo                                       | Sharief                                                           |
| 15 | "Nationowl"                       | Bud'da                                          | Nowl                                                              |
| 16 | "Fame"                            | Dr. Dre, Chris "The Glove" Taylor (co-producer) | Dr. Dre, Jheryl Lockhart, King Tee, RC                            |